# Patrice Franceschi
Pour les articles homonymes, voir Franceschi.
Patrice Franceschi est un écrivain-aventurier français né le 18 décembre 1954 à Toulon. Il est également aviateur, marin, cinéaste, parachutiste et officier de réserve.
Il a reçu le 5 mai 2015 le prix Goncourt de la nouvelle pour son livre Première personne du singulier.

## Biographie
Issu d'une famille corse, il est le fils de Michel Franceschi, officier parachutiste, général de corps d'armée à la retraite, et de Ginette Tiramani.
Adolescent, il entreprend ses premiers voyages en Guyane et au Brésil. À sa majorité, il organise une expédition ethnologique au Congo avec trois compagnons. En 1978, il longe le Nil de sa source à la mer et traverse le désert égyptien à dos de chameau. Il va en Himalaya et en Amazonie. Fin 1970, il participe au sauvetage de boat peoples en mer de Chine. Il apprend à piloter des avions et réalise, le premier, un tour du monde en ULM.
Depuis les années 1970, Patrice Franceschi multiplie les expéditions terrestres, maritimes et aériennes à travers le monde (Amazonie, Afrique, Nouvelle-Guinée, etc.). Il vit au sein de nombreuses populations dont il prend la défense en créant une association (Pygmées, Indiens, Papous, Nilotiques, etc.),. Dans les années 1980, il s' engage dans les rangs de la résistance afghane contre l'armée soviétique, aux côtés du commandant Mohamed Amin Wardak. Il a été et est toujours un soutien actif des mouvements kurdes, en Irak et en Syrie au cours des différents conflits. En particulier, il s'est engagé auprès des Kurdes de Syrie depuis le début des affrontements,,,.
Ancien président de Solidarités International, président de la Société des explorateurs français (2002 – 2006), Patrice Franceschi est à l'origine de nombreuses missions humanitaires dans les zones de guerre (Bosnie-Herzégovine, Kurdistan, Somalie, etc.). Depuis 2003, il est le capitaine du trois-mâts d'exploration La Boudeuse, avec lequel il a accompli une vingtaine d'expéditions autour du monde. Patrice Franceschi avait acquis précédemment  au Cambodge une jonque, qu'il avait déjà baptisée La Boudeuse, avec laquelle il conduisit plusieurs voyages d'exploration entre 1999 et 2001. La jonque coula en mars 2001 au large de Malte, victime d'un conteneur à la dérive. Les sept hommes à bord ont été récupérés par le pétrolier italien qui s'était porté à leur secours.
En février 2009, Patrice Franceschi est engagé dans la mission Terre-Océan. Dans le cadre du Grenelle de la mer, cette expédition scientifique devait récolter des données, sur terre et sur mer, pour le compte du ministère de l'Écologie. En juin 2010, faute de nouvelles subventions, l'expédition est  interrompue et le navire rejoint Fort Saint-Louis (Fort-de-France), où il était prévu de le mettre aux enchères. Des fonds ayant été débloqués, la vente est annulée et le navire rejoint Brest en juillet, d'où il peut repartir pour de nouvelles missions.
En mars 2011, Patrice Franceschi s'associe avec l'ONG de solidarité internationale ACTED, avec l'objectif commun de contribuer à la recherche sur les grands enjeux environnementaux, climatiques, sociétaux et humains.
Patrice Franceschi cède le navire à Bruno Ledoux, en 2017, pour un nouveau départ d'aventures  en commun. Ensemble, ils travaillent  sur le prochain départ du navire pour de nouvelles aventures auxquelles ACTED sera associé.

## Principales expéditions
- 1975 : Expédition Babinga-Pongo - Pygmées du Congo
- 1976 : Expédition Yacumo - Indiens Macuje d'Amazonie
- 1978 : Expédition Néferkara - Le Nil de la source à la mer
- 1984 - 1987 : 1er tour du monde en ULM
- 1989 : Raid Papou - Papous de Nouvelle-Guinée
- 1990 : Participation à la révolution roumaine à Bucarest
- 1990 : Expédition Thylacine - À la recherche du tigre de Tasmanie
- 1994 : Expédition Wapoga 1 et 2 - Papous de Nouvelle-Guinée
- 1994 : Expédition Kihiri - Papous de Nouvelle-Guinée
- 1995 : Expédition Nabuabu - Papous de Nouvelle-Guinée
- 1996 : Expédition Otavella - Indiens Macuje d'Amazonie colombienne
- 1998 : Expédition Naga - Haute-Birmanie
- 1999 - 2001 : Campagne d'exploration de la jonque La Boudeuse - Asie-Pacifique
- 2004 - 2007 : Expédition «A la rencontre des peuples de l'eau» La Boudeuse - Circumnavigation
- 2009 - 2010 : Mission «Terre - Océan» - Grenelle de la Mer La Boudeuse - Amérique du Sud
- 2013 : Nouvelles expéditions chez les Sakuddeï des îles Mentawaï et chez les Saa de l'île Pentecôte au Vanuatu
- 2016 : Nouvelle expédition chez les Saa de l'île Pentecôte au Vanuatu

## Livres
- Au Congo jusqu'au cou, Fernand Nathan, 1977 ; réédité sous le titre Quatre du Congo, Archipoche, 2013 et dans Premières expéditions, Points, P4790, 2018
- Terre Farouche, récit, Fernand Nathan, 1977 ; réédité dans Premières expéditions, Points, P4790, 2018
- Au long cours, poésie, Éditions St-Germain des Prés, 1978
- L'Exode vietnamien, récit, Arthaud, 1979
- Ils ont choisi la liberté, récit, Arthaud, 1980
- Guerre en Afghanistan, essai politique, La Table ronde, 1984
- Un capitaine sans importance, roman, Robert Laffont, 1987 ; réédition par Pocket, 2008 et Points, P2899, 2012
- La Folle Équipée, récit, Robert Laffont, 1987 ; rééd. éditions J'ai lu n° 8797, 2008
- Qui a bu l'eau du Nil, Robert Laffont, 1989 ; rééd. éditions J'ai lu, n° 2984, 1991, Archipoche 2013, et dans Grandes traversées, Points, P4791, 2018
- Raid Papou, récit, Robert Laffont, 1990 ; rééd. Archipoche en 2013 et dans Grandes traversées, Points, P4791, 2018
- Paona : une orpheline dans la tourmente roumaine, récit, avec Alain Boinet et Domitille Lagourgue, Éditions de l'Archipel, 1991
- Chasseur d'horizon : vivre autrement, album, Filipacchi, 1991
- Quelque chose qui prend les hommes, Robert Laffont, 1993 ; réédité sous le titre L'Homme de Verdigi
- De l'esprit d'aventure, essai, avec Gérard Chaliand et Jean-Claude Guilbert, Arthaud, 2003 ; rééd. Points, 4418, 2016
- L'Homme de Verdigi, roman, Archipoche, 2008 ; rééd. Points, P3294, 2014
- La Dernière Manche, roman, La table Ronde, 2008 ; rééd. Points, P4457, 2016
- La Grande Aventure de La Boudeuse. Mon tour du monde à la rencontre des peuples en péril, éditions Plon, 2008  (ISBN 978-2-259-19755-7)
- Le Chemin de la mer, et autres nouvelles, nouvelles, Éditions de l'Aube, 2009 ; rééd. Grasset, 2019
- Avant la dernière ligne droite, Éditions Arthaud, 2012 ; rééd. Points P3024, 2013
- Le Regard du singe : esprit d'aventure et modernité, essai, avec Gérard Chaliand et Sophie Mousset, Points, P3126, 2013  (ISBN 978-2-7578-3196-0)
- Quarante ans d'esprit d'aventure : 4 grands récits d'expédition, Archipoche, 2013 Reprend en un seul volume Raid papou, Terre farouche, Quatre du Congo et Qui a bu l'eau du Nil.
- Première personne du singulier, nouvelles, Points, P4046, 2015  (ISBN 978-2-7578-4973-6) ; rééd. suivie de La Ligne de démarcation, Points, P4321, 2019
- Mourir pour Kobané, Éditions des Équateurs, 2015  (ISBN 978-2-8499-0378-0) ; 2e éd., Tempus Perrin, 2017  (ISBN 978-2-262-06999-5)
- Il est minuit, monsieur K, Points, P4238, 2016  (ISBN 978-2-7578-5766-3) ; rééd. Points P4540, 2017
- Trois ans sur la dunette, Points, P4690, 2017  (ISBN 978-2-7578-6933-8)
- Combattre !, manifeste politique[25], La Martinière, 2017
- Dernières nouvelles du futur : quatorze fables sur le monde à venir, Grasset, 2018  (ISBN 978-2-246-81503-7) ; rééd. Points, P4937, 2019  (ISBN 978-2-7578-7443-1)
- Éthique du samouraï moderne, Grasset, 2019  (ISBN 978-2-246-81701-7)
- La vie que j'ai voulue, Seuil, 2019  (ISBN 978-2-021-31638-4) ; édition collector et numérotée[26], Seuil, 2020
- Bonjour Monsieur Orwell. Le contrôle numérique de masse à l’heure du Covid-19, Gallimard, 2020
- Avec les Kurdes. Ce que les avoir abandonnés dit de nous, Gallimard, 2020
- S'il n'en reste qu'une, Grasset, 2021
- Dictionnaire amoureux de la Corse, Plon, 2022
- Éphémérides, Plon, 2023
- Le Goût du risque, avec Andrea Marcolongo et Loïc Finaz, Grasset, 2023
- Croire et agir, Plon, 2024
- Lettres à la petite fille qui vient de naître, Grasset, 2024  (ISBN 978-2-2468-3973-6)

## Filmographie sélective
- La Vallée Perdue – France 3
- Retour chez les Macuje – France 2
- Nagaland interdit – France 3
- Les 33 Sakuddeï – France 2
- Sur la piste de Wallace – France 2
- Les mystères de la Sungaï Baï – France 2
- Au-dessus des Volcans – France 2
- Sous le vent de Bougainville – France 2
- L’Odyssée de La Boudeuse – France 2
- Le dernier voyage de La Boudeuse – France 2
- On les appelle Yuhup – France 5
- A l’ombre des Géants – France 5
- Ces Hommes du Paradis – France 5
- Ceux de Fatu Hiva – France 5
- Au pays des Saa – France 5
- Les bâtisseurs de la mer – France 5
- L’archipel des Jarangas – France 5
- Les fils de Sindbad – France 5
- Au vent de la Guyane - France 5
- L’or de Ouanary - France 5
- Oyapock - Voyage
- Raïba et ses frères - France 5
- Trente saisons à Pentecôte - France 5
- Trois Saa et puis la France - France 5

## Distinctions
- Chevalier de la Légion d'honneur (2001)[27]
- Chevalier de l'ordre des Arts et des Lettres (2022) [28]
- Chevalier de l'ordre du Mérite maritime (2019)[29]
- Médaille des services militaires volontaires, bronze
- Médaille de l'Académie de Marine
- Lauréat de l'Académie française (prix Broquette-Bonin)
- Médaille d'or de l'Académie des sports
- Victor de l'aventurier
- Prix Liotard de la Société des explorateurs français
- Grande médaille de l’exploration de la Société de Géographie[27]
- Prix Relay 1993 pour Quelque chose qui prend les hommes[30]
- Écrivain de Marine (2014)[31]
- Prix Goncourt de la nouvelle (2015) pour Première personne du singulier[1]